# Nea Ionia (metropolitana di Atene)
Nea Ionia (in greco: Σταθμός Νέας Ιωνίας) è una stazione della linea 1 della metropolitana di Atene.

## Storia
La stazione venne attivata il 14 marzo 1956, come capolinea provvisorio della tratta da Ano Patissia; rimase capolinea fino al 4 marzo dell'anno successivo, data in cui la linea raggiunse il nuovo capolinea di Iraklio.